# Dostuk (Naryn)
Dostuk (kirgisisch Достук, zu deutsch Freundschaft) ist ein Dorf in Zentralkirgisistan.

## Geographie
Dostuk ist Teil des zentralkirgisischen Rajons Naryn des Oblus Naryn. Es ist einziger Bestandteil der Landgemeinde Dostuk. Der Ort wird vom Naryn durchflossen und liegt 35 km westlich der Gebietshauptstadt Naryn. Die Landeshauptstadt Bischkek liegt 190 km entfernt. Der Atbaschy wird westlich der Siedlung zum Atbaschy-Stausee aufgestaut.

### Klima
Das Gebiet ist Teil der hemiborealen Klimazone. Die durchschnittliche Jahrestemperatur in der Region beträgt 4 °C. Der wärmste Monat ist der Juli mit einer Durchschnittstemperatur von 19 °C, der kälteste der Januar mit −18 °C.

## Geschichte
Gegründet wurde der Ort 1968 im Zusammenhang mit dem Bau der Atbaschy-Talsperre. Das Dorf war bis 2012 als Siedlung städtischen Typs klassifiziert.

## Bevölkerung
Die Einwohner sind ethnisch fast ausschließlich Kirgisen.
| Jahr | Einwohnerzahl |
| ---- | ------------- |
| 1970 | 0952          |
| 1979 | 1045          |
| 1989 | 1218          |
| 1999 | 0817          |
| 2002 | 0817          |
| 2009 | 0750          |
| 2021 | 0815          |

Quellen:

## Wirtschaft und Infrastruktur
Nach der Auflösung der Sowjetunion erlebte Dostuk wirtschaftliche Probleme und viele Einwohner verließen den Ort, um in reicheren Städten – oder in Dörfern – in und um Bischkek zu leben.
Im Ort gibt es eine Schule und eine Bibliothek. Das Wasserleitungsnetz ist 3,4 km lang. Die Fernstraße A361 ist die einzige asphaltierte Straße des Dorfs.